# Edith Grove
Edith Grove est une rue de Londres.

## Situation et accès
Situé dans le quartier de Chelsea, la rue débute au nord à l'intersection avec Fulham Road, croise King's Road, puis se termine à l'intersection de Cremorne Road. Elle fait partie d'un quartier qui est nommé World's end.
Le quartier est desservi par la ligne  District à la station Fulham Broadway.

## Origine du nom
La rue est aménagée sur un terrain ayant appartenu à la famille Gunter. Edith Gunter mourut en 1849 à l'âge de 7 ans.

## Bâtiments remarquables et lieux de mémoire
- No 10 : Edith Grove Gallery[2].

- No 19 : à cet endroit existait un salon musical. Jacques Thibaud, Pierre Monteux et Pedro Morales, et les violoncellistes Pablo Casals et Ernest Schelling y ont joué[3].

- No 102 : Mick Jagger, Keith Richards, et Brian Jones ont résidé à cette adresse de septembre 1962 à septembre 1963[4].

## Dans la musique
- Après la séparation du groupe anglais Gene Loves Jezebel, créé par Michael Aston, en 1989, Aston forme le groupe Edith Grove d'après le nom de cette rue[5],[6].